# 班諾克麵包
班諾克麵包（英語：Bannock）是美国和蘇格蘭的一種由任何大圓形平底锅焗烤的麵餅，當一個圓形的班諾克切片時，通常即稱司康餅。然而在蘇格蘭，班諾克和司康餅的詞經常交替使用。